# Bramantino
Bartolomeo Suardi, bedst kendt som Bramantino (ca. 1460 – ca. 1530) var en italiensk arkitekt og kunstmaler, der primært var aktiv i Milano.
Bramantino var som arkitekt medhjælper til Bramante, hvilket gav ham tilnanvet Bramantino – "den lille Bramante". Han blev dog mere kendt som maler og tilhænger af den milanesiske skole.
Det er relativt få værker, der med sikkerhed kan tilskrives til Bramantino, men blandt disse er "Kristi legeme vises" i San Sepolcro og et madonnaalterbillede i Ambrosiana, Milano.

## Galleri
- Madonna del latte, Museum of Fine Arts, Boston
- Adorazione dei Magi, London, National Gallery
- De aanbidding der herders, Rijksmuseum Amsterdam
- Madonna e angeli, Milano, Brera

## Eksterne links
- www.bramantino.com Arkiveret 18. november 2012 hos  Wayback Machine

- Wikimedia Commons har flere filer relateret til Bramantino